# The Long Dark
The Long Dark — відеогра в жанрі виживання з видом від першої особи з елементами відкритого світу, розроблена канадською компанією Hinterland Studio для Windows, macOS та Linux. Альфа-версія відеогри була випущена 22 вересня 2014 року в рамках раннього доступу в Steam. Розробники отримали фінансування на розробку гри за рахунок кампанії на Kickstarter у жовтні 2013 року. Відеогра отримала позитивні відгуки ще на стадії альфа-розробки. Реліз відеогри відбувся 1 серпня 2017 року.

## Ігровий процес
Дії гри розгортаються в глибоких нетрях півночі Канади після аварії літака в умовах глобальної катастрофи. За словами розробників, у відеогрі присутні елементи виживання: «…беруться до уваги показники температури тіла, кількість калорій, ступінь насичення/голоду, втома; також симулюється температура повітря і швидкість вітру, дика природа (у тому числі й життя диких тварин) і безліч інших факторів навколишнього середовища…».
Існує два режими відеогри — режим історії та режим пісочниці. Режим пісочниці дозволяє гравцю обирати в якій місцевості (карті) він хоче почати гру. Першою доступною локацією в відеогрі стала карта «Загадкове озеро».
Завдання гравця — вижити якомога довше, використовуючи при цьому різноманітні ресурси, які гравець може знайти в процесі освоєння відкритого світу. Це можуть бути харчові продукти, вода, ліки, а також інструменти, такі як зброя, сокири, ножі тощо. Інструменти та предмети зношуються з плином часу, змушуючи або розбирати предмет на матеріали, або ж відремонтувати річ. Також під час гри можна зустріти диких тварин (оленів, вовків тощо), на яких можна полювати, або ж стати їхньою здобиччю.
Вогонь є основним елементом відеогри, щоб зігрітись, приготувати їжу, розтопити сніг для здобутку неочищеної води, яку потім окремо можна закип'ятити, аби унеможливити зараження персонажа тощо. Гравець повинен регулярно добувати деревину та паливо для розпалення багать, аби залишитися в живих. Персонаж гравця може захворіти від харчового отруєння чи різних інших захворювань. Коли гравець помирає, файл-збереження відеогри відразу ж видаляється, змушуючи гравця почати гру спочатку.

## Розробка
The Long Dark є першим проєктом новоствореної компанії Hinterland Studio, яка була заснована у 2014 році Рафаелем ван Ліропом, який раніше брав участь у продюсуванні Company of Heroes, управлінні розробкою оповідання в Far Cry 3 і повному керівництві розробкою Warhammer 40,000: Space Marine. Крім нього до їх команди входять: Алан Лоранс, технічний директор проєктів Saints Row і Red Faction; Хокіо Лім, артдиректор League of Legends; Маріанна Кравчик, сценарист серії відеоігор God of War та Девід Чен, аудіо-продюсер серій Mass Effect і Baldur's Gate. У вересні 2014 року до команди приєднався провідний дизайнер The Elder Scrolls III: Morrowind Кен Ролстон. Персонажів озвучили такі актори, як Марк Мір, Дженніфер Гейл, Девід Гейтер та Еліас Тауфексіс.
Критики ще до релізу багаторазово відзначали, що для виживання відеогра вимагає чималої вправності, на що Рафаель, керівник студії, прокоментував словами:
|  | Звичайно, гра є складним випробуванням, але ми не хочемо, щоб це було чимось надто складним або безпідставно важким. Ми не маємо на меті вчити гравця, але хочемо, щоб гравці вчилися самостійно. Оригінальний текст (англ.) Certainly, the game is challenging, but we don’t want it to be overly challenging, or unfairly difficult. We don’t want to educate players, but rather, we want them to educate themselves |

До кінця лютого 2014 року було продано близько 250 тисяч копій у рамках раннього доступу в Steam, а на квітень 2016 року продажі відеогри становили понад 750 тисяч копій.
4 травня 2017 року було анонсовано, що назвою першого сезону сюжетної кампанії буде «The Long Dark Season One: Wintermute», а також, що перший епізод вийде разом із відеогрою 1 серпня 2017 року.